# Mistrzostwa Europy w Strzelaniu do Rzutków 1958
Mistrzostwa Europy w Strzelaniu do Rzutków 1958 – trzecie mistrzostwa Europy w strzelaniu do rzutków. Odbyły się one w szwajcarskiej Genewie.
Rozegrano sześć konkurencji, w tym dwie dla kobiet. W turnieju wystąpili także zawodnicy spoza kontynentu europejskiego. W klasyfikacji medalowej najlepsi okazali się reprezentanci Francji.

## Klasyfikacja medalowa
Gospodarze mistrzostw
| Pozycja | Kraj              | Złoto | Srebro | Brąz | Łącznie |
| ------- | ----------------- | ----- | ------ | ---- | ------- |
| 1       | Francja           | 1     | 3      | 4    | 8       |
| 2       | Stany Zjednoczone | 1     | 1      | 0    | 2       |
| 2       | Włochy            | 1     | 1      | 0    | 2       |
| 4       | RFN               | 1     | 0      | 1    | 2       |
| 5       | Grecja            | 1     | 0      | 0    | 1       |
| 5       | Szwajcaria        | 1     | 0      | 0    | 1       |
| 7       | Belgia            | 0     | 1      | 0    | 1       |
| 8       | Szwecja           | 0     | 0      | 1    | 1       |

## Wyniki

### Mężczyźni
| Konkurencja      | Złoto        | Wynik    | Srebro             | Wynik | Brąz                   | Wynik |
| Skeet            | Ernest Mayer |          | Jacques Arnavielhe |       | Claude Foussier        |       |
| Skeet, drużynowo | Francja      |          | Stany Zjednoczone  |       | Szwecja                |       |
| Trap             | Luigi Rossi  | 193 pkt. | Jean Aubin         |       | Heinrich von der Mühle |       |
| Trap, drużynowo  | RFN          |          | Włochy             |       | Francja                |       |

### Kobiety
| Konkurencja | Złoto         | Wynik    | Srebro         | Wynik    | Brąz             | Wynik   |
| Skeet       | Carola Mandel |          | Nina Geuens    |          | Françoise Vormus |         |
| Trap        | Olga Dzawara  | 136 pkt. | Marie Greuzard | 105 pkt. | Berlaimont       | 80 pkt. |